# ストレンジャー・シングス 未知の世界
『ストレンジャー・シングス 未知の世界』（-みちのせかい、原題: Stranger Things）は、ダファー兄弟が制作し、Netflixで配信されているアメリカのSFホラードラマテレビシリーズである。兄弟はショーランナーを務め、ショーン・レヴィ、ダン・コーエンとともに製作総指揮を務めている。

## 概要
シリーズは2016年7月15日にNetflixで初配信された。
1980年代、インディアナ州の架空の町ホーキンスを舞台に、第1シーズンでは、念動力を持つ少女（イレブン）が現れるなど、町のあちこちで超自然的な出来事が起こる中、少年（ウィル・バイヤーズ）の失踪事件の捜査に焦点を当てている。
第2シーズンでは、ウィルが逆さまの世界にいたことによる副作用で、現実の世界に実体が入り込んでくる様子が描かれる。
第3シーズンでは、イレブンとマイクの関係に焦点を当て、子供たちがアップサイドダウンの実体との戦いを続ける。
第4シーズンは、舞台をホーキンスだけでなくカリフォルニア州、ネバダ州、ユタ州、アラスカ州、さらにソ連に広げ、ホーキンスでの新たな超自然現象と、イレブンの過去との因縁が描かれる。
出演は、ウィノナ・ライダー、デヴィッド・ハーバー、フィン・ヴォルフハルト、ミリー・ボビー・ブラウン、ゲイテン・マタラッツォ、ケイレブ・マクラフリン、ノア・シュナップ、セイディー・シンク、ナタリア・ダイアー、チャーリー・ヒートンら。
ダファー兄弟はこのシリーズを、捜査ドラマと超自然的な要素をホラー、SF、子供のような感性で描いたものとして開発した。1980年代を舞台に、当時のポップカルチャーを参考にしながら、スティーヴン・スピルバーグ、ジョン・カーペンター、スティーヴン・キングなどの作品、映画シリーズ『エルム街の悪夢』、クトゥルフ神話、日本アニメ(AKIRA)、ビデオゲームなどからインスピレーションを受けたテーマや演出を取り入れている。また、冷戦時代に行われた奇妙な実験や、政府の秘密実験にまつわる現実世界の陰謀論からもインスピレーションを受けている。
本作は、Netflixで記録的な視聴回数を獲得し、国際的に広くファンを獲得している。このシリーズは、そのキャラクター性、テンポ、雰囲気、演技、サウンドトラック、監督、脚本、そして1980年代文化へのオマージュなどが評価されている。
シリーズは、プライムタイム・エミー賞に39回ノミネート（うち6回は受賞）、ゴールデングローブ賞に4回ノミネート、英国アカデミー賞テレビ部門に1回ノミネート、全米監督協会賞に2回ノミネート、全米脚本家組合賞に3回ノミネート、グラミー賞に3回ノミネートなど、複数の賞やノミネートを受けている。
また、全米映画俳優組合賞（アンサンブル賞ドラマシリーズ部門）、アメリカン・フィルム・インスティチュート賞2回、クリティックス・チョイス・アワードテレビ部門1回、ピープルズ・チョイス・アワード3回などを受賞した。
2022年に最終シーズン5の製作が決定したが、2023年5月に始まった2023年 全米脚本家組合ストライキ(en)の影響でシーズン5の撮影が延期。その後、2024年1月から改めて製作を開始したことを番組公式SNSにて発表。同年12月、シーズン5の製作が終了した。同年11月6日、2025年に全8話配信することを発表した。

## ストーリー

### シーズン1
1983年11月6日、インディアナ州のホーキンス研究所付近で、12歳の少年ウィル・バイヤーズが失踪する。ウィルの母のジョイスは必死に息子を探し、警察署長のホッパーが捜査を始める。頭を剃った謎の少女エル(イレブン)が現れ、マイク、ダスティン、ルーカスなどウィルの友達の少年たちと知り合いになる。失踪事件は続き、エルは不思議な能力を見せる。ホッパーは研究所を調べ、超自然現象が研究されていたことを知るが、捜査は妨害される。エルは研究所で自分が被験者であったことを思い出し、少年たちと協力して、ウィルを救い出すために"裏側の世界"に入る。

### シーズン2
1984年10月28日、エルは政府から隠れてホッパーと一緒に住む。マイクに会いたがるが許されない。エルは逃げ出してトランス状態の母親に会い、シカゴに行き自分と同じく超能力を持ち、実験材料にされた少女カリに会う。仲間の危険を感じてホーキンスに戻る。ホーキンスでは転校生の少女マックスが少年たちの仲間に加わる。ウィルは再び裏側の世界の幻視にとりつかれる。ホーキンスには異変が続発し、町の地下には裏側の世界に通じるトンネルが張り巡らされ、町には巨大なナメクジのごとき怪物"マインド・フレイヤー"が跋扈する。マイクの姉ナンシーとそのBFのジョナサンは死んだバーバラのため、研究所の真相を明るみに出す。マインド・フレイヤーに支配されたウィルは研究所の兵士を罠にかけ、マインド・フレイヤーがそのほとんどを殺す。ジョイスらはウィルの体内のウイルスを追い出してマインド・フレイヤーと切り離す。エルはウィルの指示に従い、かつて自分が開いた裏側の世界へのゲートを閉じる。

### シーズン3
1985年夏、エルはマイクと恋仲になり、ホッパーを不快にする。ホーキンスのショッピングモールの地下深くにソ連が秘密基地を建設して裏側の世界へのゲートを開く。ホッパーとジョイスは磁気異常を調べ、秘密基地の存在を知る。マインド・フレイヤーが侵入してマックスの義兄のビリーを皮切りに多くの市民に憑依し、エルやナンシーらと戦う。怪しいロシア語の通信を傍受したダスティンは、ナンシーの元BFのスティーブ、その同僚のロビン、ルーカスの妹エリカらとともに秘密基地を調査する。仲間たちはモールで合流し、マインド・フレイヤーと戦う間にホッパーが自分を犠牲にしてソ連の装置を破壊し、ゲートは閉じられる。三か月後、超能力を失ったエルとバイヤーズ家はホーキンスから引っ越す。

### シーズン4
1986年春、バイヤーズ家とエルはカリフォルニアに住み、ホーキンスでは超自然的な惨殺事件が始まる。
ジョイスはホッパーの生存を知らされ、図らずもマレーとカムチャッカに飛んでソ連の収容所にいるホッパーを救い出す。彼らは捕獲されていた多数のデモゴルゴンを殺してヴェクナの力を弱める。
マイクがカリフォルニアに飛び、エルとバイヤーズ家を訪ねる。ホーキンス惨殺事件の犯人がエルであると信じるサリバン中佐の隊がバイヤーズ家を襲撃する。ホーキンスでの惨殺事件を解決するため、エルはオーエンズ博士にネバダ州の基地に連れて行かれ、ブレナー博士の監督の下で過去を追体験することで能力を復活させる。エルは研究所で大虐殺を起こした被験者001号（ワン）と戦い、「裏側の世界」に追放したことを思い出す。サリバン中佐の隊が基地を襲ってブレナー博士を殺す。マイクらはエルを探し、ネバダ州の基地に来て救い出す。
ホーキンスでは、ダスティンが一員であるダンジョンズ&ドラゴンズのクラブの主催者のエディが犯人と誤解されて追われる。仲間たちはD&Dのキャラクターのヴェクナが惨殺事件を起こしていると知り、ヴェクナにとりつかれたマックスを救う。クリール家の超能力者の息子が家族を惨殺した後に研究所に送られてワンとなり、「裏側の世界」でヴェクナとなったことがわかる。ヴェクナを倒す計画を実行し、エルはネバダ州でアイソレーション・タンクに入って計画を助ける。仲間たちは「裏側の世界」でヴェクナの体を焼く。エディは死に、ホーキンスでは大地震が起き、マックスは昏睡状態のままとなる。
皆がホーキンスに戻る。ヴェクナはまだ滅びておらず、「裏側の世界」がホーキンスを侵食する。

## 登場人物

### 少年たち
エル / イレブン / ジェーン・ホッパー（S1 - ）
演 - ミリー・ボビー・ブラウン（幼少期：Martie Blair〈S4〉）、日本語吹替 - 釘宮理恵
本名はジェーン・アイヴス。物体を自在に操る超能力を持つ少女で、ホーキンス研究所の被験体「011（イレブン）」として育てられた。実験台にされていたせいで限られた言葉しか話せず、社会性や常識に欠けている。S1で研究所を脱出して、ルーカス、ダスティン、マイクの友人となり、イレブン（ELEVEN）の頭文字から「エル」と呼ばれるようになる。S2でマイクと恋仲になる。S2の最終話で政府関係者に出生証明書を発行してもらい、ホッパーの子どもとして彼の姓を取得する。S4ではホッパーの失踪を受けてジョイスらと共にカリフォルニアに移住するも、転校先でいじめに遭う。
マイク・ウィーラー（S1 - ）
演 - フィン・ヴォルフハルト、日本語吹替 - 大塲駿平
ホーキンス中学放送部のメンバー。マイク、ウィル、ダスティン、ルーカスが所属する仲良しオタクグループのリーダー格で、友達思いの優しい性格。エルに想いを寄せていき、S2で恋仲となる。
ウィル・バイヤーズ（S1 - ）
演 - ノア・シュナップ、日本語吹替 - 山田瑛瑠
ホーキンス中学放送部のメンバー。内気で純粋な性格。S1で「裏側の世界」に迷い込み、失踪する。救出されるも、S2で再び「裏側の世界」の幻覚を見るようになり、マインド・フレイヤーに操られる。
ダスティン・ヘンダーソン（S1 - ）
演 - ゲイテン・マタラッツォ、日本語吹替 - 林卓
ホーキンス中学放送部のメンバー。小学校4年の時に転校してきた。知的好奇心旺盛で明るい性格で、グループの中でも特にオタク的な言動が目立つ。S2でスティーブの友人となる。
ルーカス・シンクレア（S1 - ）
演 - ケイレブ・マクラフリン、日本語吹替 - 滝沢聖波
ホーキンス中学放送部のメンバー。現実的な性格で、S1で正体不明のエルに不信感を抱く。S2でマックスと恋仲になる。S4でオタクと呼ばれたくないという理由から高校のバスケットボール部員になる。
マックス・メイフィールド（S2 - ）
演 - セイディー・シンク、日本語吹替 - 金子睦
S2で転校してくるマイクらの同級生。当初はオタクグループであるマイクらを軽蔑していたが、次第に仲間となる。スケートボードが好きで、男勝りで擦れた性格。S2でルーカスと恋仲になり、S3でエルと親友になる。

### 少年たちの家族
ジョイス・バイヤーズ（S1 - ）
演 - ウィノナ・ライダー、日本語吹替 - 園崎未恵
ウィルとジョナサンの母で、ホッパーとボブの同級生。借金まみれで酒に溺れた元夫ロニーと離婚している。家族思いで勇敢な性格。S1でウィルが失踪した際にはウィルの生存を固く信じ、誰よりも積極的に行動を起こす。「裏側の世界」の存在を知ってからは、ウィルやその友人の協力者となる。S2ではボブ、S4ではホッパーと恋仲になる。
ジョナサン・バイヤーズ（S1 - ）
演 - チャーリー・ヒートン、日本語吹替 - 河本啓佑
ウィルの兄で、ナンシーの同級生。家族思いで心優しいが陰気な性格で、写真が趣味。S1の当初からナンシーに思いを寄せていたが、自分の学校内での立場や彼氏のスティーブの存在もあり想いを伝えられずにいた。ウィルやバーバラの失踪事件を追う内に惹かれ合い、S2で恋仲になる。S3ではナンシーと共に新聞社「ホーキンス・ポスト」にインターンする。
ナンシー・ウィーラー（S1 - ）
演 - ナタリア・ダイアー、日本語吹替 - ふじたまみ
マイクの姉で、ジョナサンの同級生。ホーキンス高校新聞部。美人で聡明、芯の強い性格。S1の当初はスティーブと付き合っていたが後に破局。弟やその友人との関係も悪かったが、親友であるバーバラの失踪をきっかけに徐々に仲間となる。ウィルが失踪した際に、兄であるジョナサンを同級生内で唯一気にかけ、事件を追う内に惹かれ合い、S2で恋仲になる。S3ではジョナサンと共に新聞社「ホーキンス・ポスト」にインターンするも、典型的な男社会でパワハラやセクハラを受ける。銃器の扱いに長けており、戦闘時には率先してピストル、リボルバー、ライフル、ショットガンなどを撃つ。
エリカ・シンクレア（S2 - ）
演 - プリア・ファーガソン、日本語吹替 - 大谷理美
ルーカスの妹。おしゃまで生意気な性格で、オタクである兄とその友人をからかっている。S3からマイクらと共に闘う仲間に加わる。
ビリー・ハーグローブ（S2 - S3）
演 - デイカー・モンゴメリー、日本語吹替 - 益山武明
マックスとは血の繋がらない義理の兄。マッチョでハンサムだが、気性が荒い。S2で転校してきて、スティーブに代わる学校のトップとなる。暴力的な父親からマックスの面倒を任されており、彼女に対してかなり過保護で過干渉である。S3ではプールのライフガードをしており、彼目当ての主婦がいつもプールサイドに集っている。S3でマインド・フレイヤーに操られ、エルの働きかけにより自我を取り戻すも、マインド・フレイヤーに殺害される。
カレン・ウィーラー（S1 - ）
演 - カーラ・ブオノ
マイクの母。美人で若々しくお茶目な性格。ビリーのファンで、プールサイドに集う主婦の一人。
クラウディア・ヘンダーソン（S2 - ）
演 - キャサリン・カーティン
ダスティンの母。穏やかな性格で、抜けたところがある。愛猫のミュースを飼っている。
テリー・アイヴス（S1 - S2）
演 - エイミー・マリンズ
エルの母。限られた言葉を繰り返すトランス状態にある。妹と暮らしている。若い時にMKウルトラ計画の被験者になっており、その時エルを妊娠していた。切迫流産の末死産したと言われるが自身は赤ん坊の産声を聞いており、「施設に子どもを奪われた」と訴えるが誰にも信じてもらえなかった。単身、施設に乗り込んで子どもを奪い返そうとするも捕らえられ、電気けいれん療法を施された結果、他人と意思疎通ができなくなってしまった。

### ホーキンス高校の生徒
スティーブ・ハリントン（S1 - ）
演 - ジョー・キーリー、日本語吹替 - 松田修平
スクールカースト上位の典型的な人気者の不良で、通称キング。当初は悪役だったが、次第に面倒見が良く、仲間想いな面が見られるようになる。S1でナンシーと恋仲になる。ナンシーとの浮気を疑い、ジョナサンをいじめていた時があった。S2でナンシーと破局し、その後も未練がある。S2からはダスティンの友人。S3ではショッピングモールのアイスクリーム店「スクープス・アホイ」で働く。監督曰く、S1のみの登場人物だったが、思ってた以上に人気が出たのでレギュラー化させた。
ロビン・バックリー（S3 - ）
演 - マヤ・ホーク、日本語吹替 - 清水理沙
ショッピングモールのアイスクリーム店「スクープス・アホイ」で働くスティーブの同僚。のちにマイクらと共に闘う仲間となる。同性愛者で、同級生のヴィッキーに想いを寄せている。
エディ・マンソン（S4）
演 - ジョセフ・クイン、日本語吹替 - 清水優譲
ダンジョンズ&ドラゴンズの「ヘルファイア・クラブ」のリーダーで、麻薬ディーラー。S4でチアリーダーのクリッシーとバスケ部のパトリックを惨殺した疑いをかけられて指名手配される。身の潔白を証明するためにマイクらに協力する。
バーバラ・ホランド（S1）
演 - シャノン・パーサー、日本語吹替 - 西川侑津佳
ナンシーの親友。真面目で冴えない性格。デモゴルゴンによって「裏側の世界」に連れ去られ、最初の犠牲者となる。
トミー・ハーガン（S1 - S2）
演 - チェスター・ラッシング
スティーブの友人で、キャロルの彼氏。いじめっ子。S1でスティーブと決裂し、S2では新たな学校のトップとなったビリーの取り巻きとなる。
キャロル・パーキンス（S1）
演 - チェルシー・タルマージ
スティーブの友人で、トミーの彼女。トミーと同じくいじめっ子。
ヘザー・ホロウェイ（S3）
演 - フランチェスカ・レアーレ
ビリーの同僚のライフガード。マインド・フレイヤーに操られる。
クリッシー・カニンガム（S4）
演 -  グレース・ヴァン・ディーン、日本語吹替 - 山田唯菜
チアリーダー部。ヴェクナに操られてエディの目の前で不審死を遂げる。
ジェイソン・カーヴァー（S4）
演 - メイソン・ダイ、日本語吹替 - 角田雄二郎
バスケットボール部キャプテン。ビリーに代わる学校のトップ。クリッシーと交際していたが、彼女を殺した犯人をエディだと思い込み、バスケ部の仲間と彼を追う。
フレッド・ベンソン（S4）
演 - ローガン・ライリー・ブルーナー
ナンシーの新聞部での同期。ヴェクナに操られて不審死を遂げる。
ヴィッキー（S4）
演 - エイミーベス・マクナルティ
スティーブとロビンの同級生。ロビンの片思いの相手。

### ホーキンス警察署の関係者
ジム・ホッパー（S1 - ）
演 - デヴィッド・ハーバー、日本語吹替 - 山野井仁
ホーキンス警察署の署長。ジョイスとは高校時代の同級生。ガンで幼い娘のサラを失くしており、ドラッグとアルコールに溺れていた過去がある。S2ではエルを匿い、亡き娘と思い育てる。S3でソ連の研究所に潜入した際に捕えられ、S4ではソ連軍の捕虜として収容される。
カルヴィン・パウエル（S1 - ）
演 - ロブ・モーガン
ホーキンス警察署の巡査で、ホッパーの部下。S4ではホッパーの後任として警察署長を務める。
フィル・キャラハン（S1 - ）
演 - ジョン・レイノルズ
ホーキンス警察署の巡査で、ホッパーの部下。

### ホーキンス研究所の関係者
マーティン・ブレンナー博士（S1 - S2、S4）
演 - マシュー・モディーン　日本語吹替 - 森田順平
ホーキンス研究所の所長。マッドサイエンティストで、超能力の研究のために子どもたちを被験体として育てている。子どもたちからは「パパ」と呼ばれる。S1でデモゴルゴンに襲われたのちに行方不明となるが、S4でニーナ計画遂行のために再びエルの前に姿を現す。その後、エルの存在を危険視した米軍によって射殺される。
サム・オーウェンズ博士（S2 - ）
演 - ポール・ライザー　日本語吹替 - 水内清光
アメリカ合衆国エネルギー省の幹部で、ブレンナー博士の後任としてホーキンス研究所の所長を務める。S2でウィルのトラウマの治療と研究を担当する。S2の最終話で研究所をクビになり、その後はエルの出生証明書を発行するなど、ホッパーたちに協力する。S4ではブレンナー博士と共にニーナ計画に着手するも、方針で対立したブレンナー博士によって監禁される。
カリ・プラサード / エイト（S2）
演 - リネア・ベルテルセン、日本語吹替 - 大谷理美
他人に幻を見せる超能力を持つ少女。ホーキンス研究所の被験体「008（エイト）」。研究所を出た後、闇社会に生きている。
ヘンリー・クリール / ピーター・バラード / ワン（S4）
演 - ジェイミー・キャンベル・バウアー（幼少期：ラファエル・ルース）、日本語吹替 - 日野聡
強力な超能力で家族を惨殺した少年。惨虐な性格。ホーキンス研究所に送られ、最初の被験体「001（ワン）」となる。ヴェクナの正体。
コニー・フレイザー（S1）
演 - キャサリン・ダイアー
ブレンナー博士に遣える政府のエージェント。ホーキンス研究所から脱走したイレブンを追う。
エレン・スティンソン（S4）
演 - パリス・ベンジャミン
オーウェンズ博士に遣える政府のエージェント。ホッパーとジョイスをソビエト連邦からホーキンスに移送する。
ハーモン（S4）
演 - アイラ・アミース
オーウェンズ博士に遣える政府のエージェント。エルを探す米軍によって射殺される。
ウォレス（S4）
演 - ケンドリック・クロス
オーウェンズ博士に遣える政府のエージェント。エルを探す米軍によって捕えられ、拷問される。

### ホーキンスの住民
ボブ・ニュービー（S2）
演 - ショーン・アスティン、日本語吹替 - 坂詰貴之
ジョイスの彼氏で、ジョイスとホッパーの同級生。家電販売店「ラジオシャック」の店主。マイクらが所属するホーキンス中学放送部を設立した。
マレー・バウマン（S2 - ）
演 - ブレット・ゲルマン、日本語吹替 - 辻井健吾
ホーキンス研究所を調べる陰謀論者。ロシア語に堪能。S3からホッパーやジョイスと行動を共にする。
スコット・クラーク（S1 - S3）
演 - ランディ・ヘブンス、日本語吹替 - 佐野康之
ホーキンス中学校の科学教師。ホーキンス中学放送部の顧問で、マイクらに慕われている。
ベニー・ハモンド（S1）
演 - クリス・サリバンス
ホッパーの友人で、ファストフード店「ベニーズ・バーガーズ」の店主。ホーキンス研究所から脱走したエルを一時保護するも、エルを追うフレイザーによって射殺される。
ラリー・クライン（S3）
演 - ケイリー・エルウィス
ホーキンスの市長。
トム・ホロウェイ（S3）
演 - マイケル・パーク
ヘザーの父で、ナンシーとジョナサンがインターンする新聞社「ホーキンス・ポスト」の編集者。マインド・フレイヤーに操られる。
ドリス・ドリスコル（S3）
演 - ペギー・マイリー
ナンシーとジョナサンの取材を受ける老女。マインド・フレイヤーに操られる。
ウェイン・マンソン（S4）
演 - ジョエル・ストッファー
エディの叔父。
ビクター・クリール（S4）
演 - ロバート・イングランド（若い頃：ケヴィン・L・ジョンソン）
ヘンリーの父。家族を惨殺した犯人として逮捕され、ペンハースト精神病院に収監されている。
アンソニー・ハッチ
演 - エド・アマトルード（S4）
ペンハースト精神病院の院長。

### ソビエト連邦の人々
エンゾ / ドミトリ・アントノフ（S4）
演 - トム・ヴラシア
ソ連の収容所の看守。英語に堪能。賄賂に応じてホッパーの脱獄を手助けする。
ユーリ（S4）
演 - ニコラ・ジュリチュコ
ソ連の密輸人。英語に堪能。エンゾの仲間であり、大金と引き換えにホッパーの脱獄を手助けする。
アレクセイ（S3）
演 - アレク・ウトゴーフ
ソ連人科学者。ホーキンスのショッピングモールの地下で働く。ホッパーに捕らえられ、マレーの自宅まで連れていかれる。
グリゴーリ（S3）
演 - アンドレイ・イーウチェンコ
ソ連国家保安委員会（KGB）の殺し屋。ホッパーらを追う。
ステパノヴ将軍（S3）
演 - ジョン・ウォッカ
ソ連国家保安委員会（KGB）の将軍。
オゼロフ大佐（S3）
演 - ミーシャ・クズネツォフ
ソ連軍の大佐。研究所で捕えたスティーブとロビンを拷問する。

### その他の人々
スージー・ビンガム（S3 - ）
演 - ガブリエラ・ピッツォロ、日本語吹替 - 木村涼香
ダスティンの彼女。ハッカー。ユタ州ソルトレイクシティに住むモルモン教徒。
アーガイル（S4）
演 - エドゥアルド・フランコ、日本語吹替 - 石狩勇気
カリフォルニアでのジョナサンの友人。大麻中毒者。ピザ店「サーファーボーイ・ピザ」に勤務する。
アンジェラ（S4）
演 - エロディ・グレース・オーキン
カリフォルニアの高校でのエルとウィルの同級生。エルを常習的にいじめるも、反撃したエルに顔を殴られて病院に搬送される。
ジャック・サリバン中佐（S4）
演 - シャーマン・オーガスタス
アメリカ合衆国陸軍将校。クリッシー惨殺事件を調べる。

### 裏側の世界の怪物
デモゴルゴン（S1 - ）
マインド・フレイヤーによる侵略において、主力として働く「裏側の世界」の、ヒトなどを捕食する怪物である。 限定的だが知性を持ち、残忍で凶暴である。ナメクジ様の生き物の状態で犠牲者の体から孵化すると、オタマジャクシ状に成長し、完全に成熟する前には「デモドッグ」とダスティンが名付けた未熟な状態へと徐々に変化する。Mark Stegerによって演じられる成熟したデモゴルゴンは、「裏側の世界」への扉が偶然ホーキンスに開いた後に現れる。こちら側に来たデモゴルゴン（S1）は、最終的には倒されるが、ウィルの拉致でもって形成され残留していたウィルとマインド・フレイヤーとの精神的なつながりは、ホーキンスに"デモドッグ"の大群を解き放し、デモドッグたちがマインド・フレイヤーとつながろうとするも、スティーブたちの活躍もあり、全て倒される。S4ではコウモリの姿をしたものも現れる。
マインド・フレイヤー（S2）
「裏側の世界」と呼ばれる平行世界に潜む邪悪で肉体を持たない存在として登場する。「裏側の世界」では、全ての生き物がマインド・フレイヤーの巣の延長線として働き、別次元から自らをウィルたちの住む世界へと広げようとするマインド・フレイヤーの欲望に基づいて考え、行動する。S1では、ウィルが「裏側の世界」にいる間にその体に侵入し、彼を介してホーキンスを密かに自分たちの世界と同じように改造しようとする。そして、ウィルと入れ替わるようにして孵化したデモゴルゴンを送り込む。S2では、「裏側の世界」と同じようするために世界を改造し、その改造計画に干渉する人々をデモドッグを使って排除にしている一方で、その一部がウィルの体に植え付けられていたことが判明する。イレブンたちがマインド・フレイヤーの侵略の足掛かりを断って、"裏側の世界"とのゲートをなんとか閉じた一方で、ウィルの体から追い払われたその一部はBrimborn Steel Worksに逃げ込む。S3において、ソ連人たちによって開かれた新しいゲートによりマインド・フレイヤーは単離した体の一部をマウスを手始めに生物に感染させ、その細胞成分を吸収することで、自らの器としての体を作らせる。マインド・フレイヤーはほぼイレブンを殺すことに成功しかけるが、ジョイスとホッパーによるソ連の秘密研究所への潜入と新しいゲートの閉鎖により足掛かりを失う。
ザ・フレイド（S3）
マインド・フレイヤーによって支配される地球由来の生き物の総称。マインド・フレイヤーとの残留物が体から抜けるまでは、ウィルがその最初のケースである（S2）。後に、単独で離れていた残存物が、ホーキンス中のネズミを支配し始め、最終的には人間をも支配する。支配された人間たちの大半は有毒な化学物質を摂取させられ、徐々に溶けることでイレブンを殺そうとしているマインド・フレイヤーのこの世界での体を作り出すための原材料にされる。
ヴェクナ（S4）
ダンジョンズ&ドラゴンズの邪悪なキャラクターであり、PTSDを抱える人々にとりつき、悪夢を見せてから24時間以内に、犠牲者を空中に浮かせ体を捻じ曲げて惨殺する。マックスがとりつかれるが、好きな曲を聞かせることで救われる。その正体は、ホーキンスのクリール家に生まれた、超能力を持つ邪悪な息子ヘンリーである。家族を惨殺したのちに研究所に運ばれて被験者「001（ワン）」となり、他の子供たちを惨殺したのちにエルによって裏側の世界に追放され、ヴェクナの姿となる。

## エピソード
| シーズン | エピソード数 | エピソード数 | 配信日         |
| -------- | ------------ | ------------ | -------------- |
| 1        | 8            | 8            | 2016年7月15日  |
| 2        | 9            | 9            | 2017年10月27日 |
| 3        | 8            | 8            | 2019年7月4日   |
| 4        | VOL 1        | 7            | 2022年5月27日  |
| 4        | VOL 2        | 2            | 2022年7月1日   |

### シーズン1 (2016年)
2016年7月15日に一括配信された。
| 通算 No. | No. | 日本語題 原題                                                         | 監督                     | 脚本                     |
| --- | --- | --------------------------------------------------------------------- | ------------------------ | ------------------------ |
| 1 | 1   | "ウィル・バイヤーズの失踪" "Chapter One: The Vanishing of Will Byers" | ザ・ダファー・ブラザーズ | ザ・ダファー・ブラザーズ |
| 1983年11月6日、ホーキンス国立研究所で科学者が何かにさらわれる。12歳のウィル・バイヤーズが怪物に遭遇し姿を消す。頭を剃り病衣を着た少女がレストランに姿を現す。レストラン経営者が当局に連絡すると、女性がやって来て経営者を殺すが、少女は逃げる。雨の中、ルーカス、ダスティン、そしてマイクは友達のウィルを探しに森に入り、少女に会う。 |     |                                                                       |                          |                          |
| 2 | 2   | "メープル通りの変わり者" "Chapter Two: The Weirdo on Maple Street"    | ザ・ダファー・ブラザーズ | ザ・ダファー・ブラザーズ |
| 少女はマイクの家に来て、腕の"011"と言う入れ墨を見せ、エルと呼ばれることになる。ウィルの母のジョイスはウィルから電話があり、直後に電話が壊れたとホッパー署長に言う。研究所の科学者たちは電話を盗聴し、ジョイスの家を捜索する。エルはウィルの写真を認知し、少年たちに念動力を見せる。ウィルの兄のジョナサンは弟を探し、マイクの姉のナンシーらのパーティーを見かけて写真を撮る。ナンシーの友達のバーバラも失踪する。ジョイスは再びウィルからの電話を受け、無人のはずのウィルの部屋から音楽が流れる。 |     |                                                                       |                          |                          |
| 3 | 3   | "悲しみのクリスマス" "Chapter Three: Holly, Jolly"                    | ショーン・レヴィ         | Jessica Mecklenburg      |
| バーバラが目覚めると黒い根に囲まれている。ナンシーはバーバラの失踪を知る。ウィルを探すホッパー署長はホーキンス研究所を調べて疑いを持つ。エルは研究所でブレナー博士の念動力の実験を受けた事を思い出す。ジョイスは家にクリスマスの電飾を飾り、ウィルに点灯させることでコミュニケーションを図り、ウィルから逃げろと伝えられる。採石場でウィルの遺体が発見される。 |     |                                                                       |                          |                          |
| 4 | 4   | "遺体" "Chapter Four: The Body"                                       | ショーン・レヴィ         | Justin Doble             |
| ジョイスは遺体をウィルと認めず、ジョナサンと対立する。エルはマイクに、ウィルが『ステイ・オア・ゴー』を歌うところを無線で聞かせる。ブレナー博士が地下に送った要員は戻らない。マイクはいじめっ子のトロイと争いになるが、エルがトロイを止めて失禁させる。マイクらはクラーク先生の無線でウィルとジョイスの会話を聞く。同時刻に、ウィルと話したジョイスは壁紙をはがし、奇妙なゼリー状の物質にウィルが捕われているのを見る。だが斧で壁に穴をあけると、何も見えない。ホッパーはウィルの遺体を発見した州警察官を問い詰めた後、死体安置所に押し入ってウィルの遺体が偽物であることを知る。 |     |                                                                       |                          |                          |
| 5 | 5   | "ノミと曲芸師" "Chapter Five: The Flea and the Acrobat"               | ザ・ダファー・ブラザーズ | Alison Tatlock           |
| ホッパーは研究所に忍び込み奇妙な黒い根を見た後、所員に注射で昏倒させられる。家で目覚めて盗聴器を見つける。前夫のロニーも来てウィルの葬儀が行われる。採石場の持ち主を訴えたいだけだと知り、ジョイスはロニーを追い出す。ホッパーはジョイスに、ウィルの遺体が偽物であった事を話す。少年たちはウィルが並行世界にいると信じ、クラーク先生に助言を受けて、方位磁石で磁場の変化を調べてゲートを探す。エルはかつてソ連のスパイを偵察させられた時に怪物に出くわしたことを思い出し、磁場を攪乱して研究所を避けようとする。これに気付いたルーカスは怒り、エルはルーカスを気絶させて逃げ出す。ナンシーとジョナサンは、森でバーバラとウィルの失踪に絡む怪物を探す。ナンシーは怪物が瀕死の鹿を連れ去るのをみて追い、木の根元に開いた洞穴に入る。                    |     |                                                                       |                          |                          |
| 6 | 6   | "怪物" "Chapter Six: The Monster"                                     | ザ・ダファー・ブラザーズ | Jessie Nickson-Lopez     |
| ジョナサンはナンシーを救いだして家まで送る。二人が一緒にいるところをボーイフレンドのスティーブが見かける。翌朝、二人は武器を手に入れるが、ジョナサンがスティーブと争い、警察がジョナサンを逮捕する。ジョイスとホッパーは、かつてMKウルトラ計画の被験者となり、ブレナー博士に娘ジェーンを奪われたテリー・アイヴスを見つけるが反応を見せない。ルーカスと仲直りできず、ダスティンとマイクはエルを探す。エルはかつて偵察活動中に"裏側の世界"へのゲートを開いてしまい、怪物に道を開いてしまった事を思い出す。トロイがマイクを脅して池に飛び込ませるが、エルが救いトロイの腕を折る。マイクとダスティンとエルはマイクの家に向かう。ルーカスは研究所から要員がマイクの家に向かうのを見る。                                                                    |     |                                                                       |                          |                          |
| 7 | 7   | "浴槽" "Chapter Seven: The Bathtub"                                   | ザ・ダファー・ブラザーズ | Justin Doble             |
| マイク、ダスティン、エルは逃げ、廃車置き場でルーカスと合流する。ジョイスとホッパーは警察署でジョナサンとナンシーに会い、怪物の話を聞く。4人は子供たちと合流し、アイソレーション・タンクにエルを入れてウィルとバーバラを探す計画を立てる。彼らは中学に忍び込んで浴槽を作り、エルは"裏側の世界"を偵察して、バーバラは死に、ウィルは生きていることを知る。ホッパーとジョイスはホーキンス研究所に忍び込んで捕まる。ナンシーとジョナサンは武器を警察署から取り戻し、怪物を殺そうとする。 |     |                                                                       |                          |                          |
| 8 | 8   | "裏側の世界" "Chapter Eight: The Upside Down"                         | ザ・ダファー・ブラザーズ | ザ・ダファー・ブラザーズ |
| ジョイスとホッパーは研究所で訊問され、ホッパーはエルの居場所を教え、秘密を守る代わりに裏側の世界に入らせてもらう取引をする。二人は気密服を着て入り、ナメクジをくわえたウィルを見つけて連れ帰る。ナンシーとジョナサンはバイヤーズ家に罠を準備し、血を流して怪物を待ち受ける。そこにスティーブが謝罪に来て、3人は怪物を傷つけ罠にかけるが逃げられる。研究所の要員が中学にいるエルらを取り囲む。エルは要員を殺して倒れ、ブレナーに確保される。そこに怪物が現れてブレナーと残りの要員を殺す。エルは怪物を止め、一緒に消える。ウィルは回復し友達に再会し、怪物を"デモゴルゴン"と呼ぶ。一月後のクリスマス、ナンシーはスティーブと仲直りしている。ホッパーはエルのために食べ物の残りを森に置く。洗面所でウィルはナメクジを吐きだし、裏側の世界をかいま見る。 |     |                                                                       |                          |                          |

### シーズン2 (2017年)
2017年10月27日に一括配信された。
| 通算 話数 | シーズン 話数 | タイトル                                           | 監督                     | 脚本                     |
| --- | ------------- | -------------------------------------------------- | ------------------------ | ------------------------ |
| 9 | 1             | "マッドマックス" "MADMAX"                          | ザ・ダファー・ブラザーズ | ザ・ダファー・ブラザーズ |
| シーズン1のおよそ1年後、ピッツバーグでイレブンと同じ刺青をした少女が強盗に加わっている。転校生の少女マックスがマッドマックスと名乗ってゲームの最高記録を破る。ジョイスはボブと付き合う。ホッパーとジョイスは、裏側の世界の幻に悩まされるウィルをホーキンス研究所に連れて行き、オーウェンス博士の検査を受けさせる。ホッパーは畑でカボチャが腐った事件を捜査する。エルは密かにホッパーと暮らしている。 |               |                                                    |                          |                          |
| 10 | 2             | "変わり者たちのハロウィン" "Trick or Treat, Freak" | ザ・ダファー・ブラザーズ | ザ・ダファー・ブラザーズ |
| フラッシュバックで、裏側の世界から逃れたエルは、政府を避けて森に隠れる。現在、エルは幽霊の姿でハロウィンに参加したがるが、ホッパーは許さない。カボチャが腐る事件が広がる。ウィル、マイク、ダスティン、ルーカスの4人はお菓子をもらいに近所を回り、マックスも仲間に加わる。ハロウィンのパーティーで酔ったナンシーはスティーブと喧嘩し、ジョナサンがナンシーを家に送る。ウィルは再び裏側の世界の怪物の幻を見てマイクに打ち明ける。マイクはエルと接触しようする。 |               |                                                    |                          |                          |
| 11 | 3             | "未知なる生物" "The Pollywog"                      | ショーン・レヴィ         | Justin Doble             |
| フラッシュバックで、ホッパーは森でエルを見つけて祖父の山小屋に住まわせる。現在、ダスティンは家のごみ箱でナメクジのような奇妙な生き物を見つけてダルタニヤン"ダート"と名付け、仲間たちに見せる。ウィルはダートが、自分が吐いた裏側の世界の生き物であると思うが、ダートは逃げ出す。ホッパーはカボチャが腐る事件が研究所を中心に頻発していることに気づき、オーウェンス博士に相談する。ナンシーは政府の命令に逆らって、バーバラの両親に娘の死の真相を打ち明けようとする。マイクに会いたくなったエルは山小屋を出て、マイクとマックスが親しくしているところを見る。ウィルは幻に入り込み、ボブの助言に従って怪物に立ち向かうが、触手を口に差し入れられる。 |               |                                                    |                          |                          |
| 12 | 4             | "賢者ウィル" "Will the Wise"                       | ショーン・レヴィ         | Paul Dichter             |
| ウィルは裏側の世界で怪物に奇妙な物質を注ぎ込まれ、トランス状態から目覚める。ホッパーとエルは、エルが逃げたことで喧嘩になる。ダスティンはダートを家に連れ帰り、仲間には秘密にする。ナンシーとジョナサンはバーバラの母親に会いに行くが、政府の人間が現れて研究所に連行されオーウェンス博士に会う。二人は裏側の世界への入り口を見せられる。ナンシーは密かに博士との会話を録音する。ウィルは奇妙な絵を描き続け、ジョイスはホッパーに助けを求める。エルは小屋の地下で研究所の書類を見つけ、母親テリーのことを知る。ダートが逃げてダスティンの猫を食べ、デモゴルゴンの幼生であることが分かる。ホッパーはカボチャ畑の地下で裏側の世界につながるトンネル網を見つける。 |               |                                                    |                          |                          |
| 13 | 5             | "ディグダグ" "Dig Dug"                             | アンドリュー・スタントン | Jessie Nickson-Lopez     |
| ホッパーがトンネルに閉じ込められたことをウィルが感じる。ボブがジョイスに呼ばれ、ウィルの描いた絵がホーキンスの地図であることに気づきホッパーの居場所を突き止める。ダスティンはダートを地下室に閉じ込め、スティーブに助けを求める。ジョナサンとナンシーは、陰謀論者のマレーに会いに行き全てを打ち明け、世間が受け入れやすいようバーバラが研究所の汚染物質で死んだことに話を改変する。ルーカスはマックスにすべてを打ち明けるが信じてもらえない。エルはトランス状態にある母に会って記憶にアクセスし、研究所でショック療法を受けたことを知る。ジョイス、マイク、ウィル、ボブは蔓に巻き付かれたホッパーをトンネルの中で見つけて救い出す。研究所の職員が蔓を焼き払うと、ウィルが苦痛に倒れる。 |               |                                                    |                          |                          |
| 14 | 6             | "スパイ" "The Spy"                                 | アンドリュー・スタントン | Kate Trefry              |
| ジョナサンとナンシーはマレーの家で結ばれたあと、バイヤー家に戻る。ダスティンとスティーブはダートを廃車場に誘い込んで始末しようととし、そこにルーカスがマックスを連れてやってくる。ダートはほかの幼生とともに4人を襲うが、突然に去る。ホッパーとウィルは研究所で手当てを受ける。目の前で蔦の一部を焼くとウィルは苦痛を感じる。ウィルは記憶を失い、脳の異常が進んで寿命は残り数時間と見積もられる。ウィルの指示に従って、研究所は兵士をトンネル内に送り込む。だがウィルがスパイとして罠に誘い込んだことが分かり、兵士らは怪物に襲われる。 |               |                                                    |                          |                          |
| 15 | 7             | "姉妹の契り" "The Lost Sister"                     | レベッカ・トーマス       | Justin Doble             |
| エルは母の記憶の中で少女を見かける。シカゴに探しに行き、人に幻を見せる能力を持つ、自分と同じ刺青をもつカリに出会う。カリの助言で、怒りを使って力を強化することを学ぶ。カリの仲間のギャングに加わり、研究所で自分たちを虐待した元職員を狩る。母にショック療法を施したレイを見つけ、ブレナー博士が生きていると聞く。レイを殺せとカリに迫られるが、二人の娘がいることを知って思いとどまる。カリと共に母の復讐をするか出ていくか迫られる。エルはマイクとホッパーが危険に曝されている幻視を見て、ホーキンスに戻る。カリと仲間たちは警察から逃げる。 |               |                                                    |                          |                          |
| 16 | 8             | "マインド・フレイヤー" "The Mind Flayer"           | ザ・ダファー・ブラザーズ | ザ・ダファー・ブラザーズ |
| 怪物"マインド・フレイヤー"の群れが研究所に侵入して人々を殺す。マイクはマインド・フレイヤーのスパイとなったウィルを鎮痛剤で眠らせる。オーウェンス、マイク、ホッパー、ジョイス、ボブとウィルは閉じ込められる。研究所の電気は止まり、出口がすべてロックされる。ボブが地下で電源を復活させるがマインド・フレイヤーに殺される。オーウェンス以外は脱出して、研究所に来たスティーブ、ダスティン、ルーカス、マックス、そしてナンシー、ジョナサンと合流してバイヤーズ家に来る。彼らはスパイとなったウィルを通じて居場所が知れるのを防ぐため、模様替えして見分けをつかなくした物置にウィルを縛って閉じ込めた上で、ウィルからマインド・フレイヤーの弱点を聞き出そうとする。ウィルはモールス信号で"CLOSE GATE"と伝えるが、同時に家中の電話が鳴り、マインド・フレイヤーの群れが家を取り囲む。そこにエルが姿を現す。 |               |                                                    |                          |                          |
| 17 | 9             | "ゲート" "The Gate"                                | ザ・ダファー・ブラザーズ | ザ・ダファー・ブラザーズ |
| エルはマインド・フレイヤーを追い払い、ゲートを閉じるためにホッパーとともに研究所へ向かう。ジョナサン、ナンシー、ジョイスはウィルの体を熱してウイルスを追い出し、ゲートを閉じてもウィルが死なないようにする。マックスを探しに来たビリーはスティーブと乱闘になるが、マックスに鎮静剤を打たれる。マイク、ダスティン、ルーカス、マックス、そしてスティーブはトンネルに入って蔓を燃やし、マインド・フレイヤーを引きつけて研究所から遠ざける。ダートに出くわすが、ダスティンがなだめた隙に逃げる。エルは怒りを開放してゲートを閉じる。 一か月後、マレーが陰謀を公表し、研究所は閉鎖され、バーバラの葬儀が執り行われる。オーウェンスはエルに出生証明書を発行する。子供たちは学校で冬のダンスパーティーに出るが、裏側の世界ではマインド・フレイヤーが蠢き、学校の上に聳え立つ。                                |               |                                                    |                          |                          |

### シーズン3 (2019年)
2019年7月4日に一括配信された。
| 通算 話数 | シーズン 話数 | タイトル                                                                    | 監督                     | 脚本                     | 公開日       |
| --- | ------------- | --------------------------------------------------------------------------- | ------------------------ | ------------------------ | ------------ |
| 18 | 1             | "スージー、応答せよ" "Chapter One: Suzie, Do You Copy?"                     | ザ・ダファー・ブラザーズ | ザ・ダファー・ブラザーズ | 2019年7月4日 |
| 1984年夏、ソ連も裏側の世界に関する実験を行う。1985年夏、ホーキンスでは不可解な大停電が起き、ネズミたちが異常な行動をとり、ウィルは異変を感じ始める。マイクとエルは恋仲になるがホッパーは気に入らない。ダスティンはユタ州ソルトレイクシティのスージーと交信しようとしてロシア語を聞き取り録音する。廃工場でビリーが何かに襲われる。 |               |                                                                             |                          |                          |              |
| 19 | 2             | "モール・ラッツ" "Chapter Two: The Mall Rats"                               | ザ・ダファー・ブラザーズ | ザ・ダファー・ブラザーズ | 2019年7月4日 |
| ビリーは自分そっくりの生き物に会う。憑依されたビリーは、ライフガードの同僚のヘザーを誘拐し廃工場に連れて行く。ホッパーはマイクを脅してイレブンとの仲を裂く。夏の間に新聞社で働くナンシーとジョナサンはネズミの異常な行動を報告したドリスコル夫人に会う。ホッパーはジョイスをデートに誘うが、磁石が効かなくなった現象を調べ始めたジョイスにすっぽかされる。ダスティンはショッピングモール"スターコート"のアイスクリーム店で働くスティーブとその同僚のロビンの助けを借りてロシア語の録音を解読しようとし、背景に流れる曲がモール内の遊具から出ていることに気づく。 |               |                                                                             |                          |                          |              |
| 20 | 3             | "消えたライフガード事件" "Chapter Three: The Case of the Missing Lifeguard" | ショーン・レヴィ         | William Bridges          | 2019年7月4日 |
| マックスの勧めで、イレブンは超能力でマイクやほかの人たちの様子をスパイして、ビリーがヘザーを監禁していることを知る。イレブンとマックスはヘザーとビリーを探し、二人がヘザーの両親と食事をしているところを見て立ち去る。直後にビリーとヘザーが両親を倒す。ウィルは"マインド・フレイヤー"が戻ったことを知る。ナンシーは新聞社の男性社員たちにネズミの異常行動の調査を馬鹿にされる。報告者のドリスコル夫人には異変が起きている。磁石の異常を調べるホッパーとジョイスは閉鎖された研究所に入るが、ホッパーは何者かに殴り倒される。ダスティン、スティーブ、ロビンはロシア語の通信の暗号を解き、夜にスターコート内で何かが起きることを知る。その夜、3人は荷物が武装した男たちによってスターコートに運び込まれるのを見る。 |               |                                                                             |                          |                          |              |
| 21 | 4             | "サウナテスト" "Chapter Four: The Sauna Test"                               | ショーン・レヴィ         | Kate Trefey              | 2019年7月4日 |
| ビリーとヘザーはヘザーの両親を廃工場に連れて行ってマインド・フレイヤーに憑依させる。ヘザーの父親で新聞社管理職のトムはナンシーとジョナサンを解雇する。ウィルはマイク、ルーカス、イレブン、マックスに"マインド・フレイヤー"が戻りビリーに憑依していると語る。5人はサウナにビリーを監禁するが逃げられる。入院したドリスコル夫人はナンシーの目の前で変身する。ビリーとヘザーは廃工場で大勢の人々にマインド・フレイヤーを憑依させる。ホッパーとジョイスは市長を脅して、自分を襲ったロシア人の殺し屋が市長の知り合いでスターコートに雇われていることを知る。二人はスターコートが買収した廃屋を捜索する。ダスティン、スティーブ、ロビンはエリカの助けを借りて、荷物が運び込まれた倉庫を調べるうち、エレベーターで地下に運ばれる。 |               |                                                                             |                          |                          |              |
| 22 | 5             | "ザ・フレイド" "Chapter Five: The Flayed"                                   | ユタ・ブリースウィッツ   | Paul Dichter             | 2019年7月4日 |
| ナンシーとジョナサンはウィル、マイク、ルーカス、マックス、イレブンに会い、サウナ室でビリーを追い詰めたのと同時にドリスコル夫人が変身したことを知る。7人はドリスコル夫人の病院に行く。ナンシーとジョナサンはトムと新聞社の社員に出くわして殺すが、二人は溶けて合体しマインド・フレイヤーになる。ホッパーとジョイスは廃屋の地下室を見つける。研究所で出くわした殺し屋と争いになり、ロシア人の科学者アレクセイを連れて逃げ出す。3人はロシア語を話せる陰謀論者マレーのもとに向かい、殺し屋はその後を追う。スターコートの地下で、ダスティン、スティーブ、ロビン、エリカは荷物を運び出すロシア人の後を追い、巨大な実験室でロシア人科学者たちが裏側の世界へのゲートを開こうとしているのを見る。 |               |                                                                             |                          |                          |              |
| 23 | 6             | "多数からひとつへ" "Chapter Six: E Pluribus Unum"                           | ユタ・ブリースウィッツ   | Curtis Gwinn             | 2019年7月4日 |
| 独立記念日の準備をする市長は、殺し屋に脅される。イレブンはナンシーとジョナサンをマインド・フレイヤーから救い、マインド・フレイヤーは下水に逃れる。イレブンは超能力でビリーの居場所を探して彼の心に入り、廃工場にいることを突き止めるが自分の存在も知られてしまう。マインド・フレイヤーに憑依された市民たちは廃工場に集まり、巨大なマインド・フレイヤーに吸収される。ホッパーはソ連がスターコートの地下に裏側の世界へのゲートを開く装置を建設していたとアレクセイから聞き、政府に通報する。スティーブとロビンは自白剤を打たれるが、一度は逃げたダスティンとエリカが戻って救い出す。 |               |                                                                             |                          |                          |              |
| 24 | 7             | "傷跡" "Chapter Seven: The Bite"                                            | ザ・ダファー・ブラザーズ | ザ・ダファー・ブラザーズ | 2019年7月4日 |
| 独立記念日のパーティーの夜、ナンシー、ジョナサン、イレブン、マイク、ウィル、マックス、ルーカスの7人がこもるホッパーの家をマインド・フレイヤーが襲い、イレブンは足を負傷する。7人はスーパーマーケットでイレブンの手当てをし、バック・トゥ・ザ・フューチャーを上映中のスターコートの映画館に隠れるダスティンから無線の連絡を受ける。ハーパー、ジョイス、マレー、アレクセイは子供たちを探して独立記念日のパーティーに来るが、市長が見つけて殺し屋に連絡する。アレクセイは撃たれて死に、残りの3人は逃れてスターコートに向かう。スティーブに告白されたロビンは、自分はレズビアンであると言う。イレブンたちはスターコートに来てロシア人からダスティンらを救い合流する。イレブンは脚の傷が異常に悪化して倒れる。 |               |                                                                             |                          |                          |              |
| 25 | 8             | "スターコート・バトル" "Chapter Eight: The Battle of Starcourt"             | ザ・ダファー・ブラザーズ | ザ・ダファー・ブラザーズ | 2019年7月4日 |
| ジョナサンの助けでイレブンは脚の傷からマインド・フレイヤーの肉片を取り除く。ホッパー、ジョイス、マレーはスターコートで子供たちに合流したのち、装置を破壊するために地下基地に潜入する。ダスティンは丘の上の電波塔から彼らを導き、無線でネバーエンディング・ストーリーの歌を聞かせて、スージーの助けを借りる。残りの仲間は巨大化したマインド・フレイヤーに襲われてスターコートに閉じ込められ、超能力を使えなくなったイレブンはビリーに捕らえられる。イレブンの訴えかけで自分を取り戻したビリーは身を捨ててイレブンを守る。ホッパーは殺し屋を機械に投げ込んで殺す。ジョイスが装置を破壊してホッパーと周囲のソ連人は消え、ゲートは閉じてマインド・フレイヤーも死ぬ。オーエンズ博士率いるアメリカ軍が到着する。 3か月後、ジョイス一家と超能力を失ったイレブンはホーキンスを離れようとする。カムチャッカ半島の基地で、ソ連人がアメリカ人以外の囚人を選び、捕らわれのデモゴルゴンに食べさせる。 |               |                                                                             |                          |                          |              |

### シーズン4 (2022年)
第4シーズンは、1986年の春休みの頃を舞台としている。2022年5月27日に配信されたが、配信前にアメリカ・テキサス州の小学校において、銃犯罪（ロブ小学校銃乱射事件）が発生したことを受けて、Netflixはアメリカ向け配信分の第1話冒頭において、1年前に撮影されたフィクションである旨の断り書きを急遽挿入した。
| Volume 1 |   |                                                                           |                          |                          |               |
| 26 | 1 | "ヘルファイア・クラブ" "Chapter One: The Hellfire Club"                   | ザ・ダファー・ブラザーズ | ザ・ダファー・ブラザーズ | 2022年5月27日 |
| 1979年のフラッシュバックで、イレブン以外の被験者の子供たち全員が惨殺される。現在、1986年の春休み、ジョイス、ウィル、ジョナサン、イレブンはカリフォルニアのレノーラに住んでいる。力を失ったイレブンは学校でいじめられる。ジョイスは郵便でロシアからの小包を受け取り、人形に隠された手紙にはホッパーが生きているとある。ホーキンスでは、マイクとダスティンはエディが率いる高校のダンジョンズ&ドラゴンズのヘルファイア・クラブに参加し、ルーカスが優勝に導いたバスケットボール部の試合をすっぽかす。マックスはビリーの死のPTSDに苦しむ。高校のチアリーダーのクリッシーは幻夢に悩まされ、エディからドラッグを買う。幻夢に出てきた怪物に惨殺される。 |   |                                                                           |                          |                          |               |
| 27 | 2 | "ヴェクナの呪い" "Chapter Two: Vecna's Curse"                             | ザ・ダファー・ブラザーズ | ザ・ダファー・ブラザーズ | 2022年5月27日 |
| ホッパーはソ連で生存し、尋問を受けたのちにカムチャツカ半島の収容所に送られる。カリフォルニアでは、マイクがエルやウィルに再会する。恥をかかされたエルはローラースケートでいじめっ子のアンジェラを殴り倒す。マレーもまたジョイスに再会し、二人は手紙に記されたソ連の電話番号にかける。看守のエンゾが、ホッパーを取り戻したければアラスカで代理人のユーリに前金の4万ドルを払えと言う。ホーキンスでは、クリッシーの死が警察に通報されるもエディは逃亡している。隣に住むマックスがダスティンとともに、レンタルビデオ店に勤めるスティーブとロビンの協力を得てエディを探し、見つける。エディとダスティンは、クリッシーを殺したのがヴェクナだろうと推測する。ナンシーは新聞社の同僚のフレッドと事件を追う。エディの叔父は、伝説の殺人鬼ヴィクター・クリールの仕業だろうと話す。フレッドは森に迷い込んでヴェクナに惨殺される。 |   |                                                                           |                          |                          |               |
| 28 | 3 | "怪物かスーパーヒーローか" "Chapter Three: The Monster and the Superhero" | ショーン・レヴィ         | Caitlin Schneiderhan     | 2022年5月27日 |
| 引退しネバダ州に住むオーエンズ博士を陸軍のサリバン中佐が訪れてクリッシーの惨殺写真を見せ、エルに容疑をかける。カムチャッカでは、エンゾがホッパーに脱走の取引のことを伝える。ホッパーは囚人仲間に食べ物を渡して足枷を壊してもらう。カリフォルニアでは、アンジェラへの暴行でエルが逮捕されるも、オーエンズが護送中のエルを引き取る。オーエンズはホーキンスが危険にさらされており、エルに能力を取り戻してホーキンスを救おうと提案する。エルは了解して同行する。マレーとジョイスはアラスカに飛ぶ。ホーキンスでは、クリッシーのボーイフレンドのジェイソンも、バスケットボール部員を率いてエディを追い、ルーカスが誤った方向に導く。フレッドの惨殺死体が発見され、ナンシーとロビンは図書館に行って50年代の殺人鬼ヴィクター・クリールを調べる。クリールはヴェクナと思われる怪物が家族を殺したと主張し、精神病院に入れられている。マックスはフレッドとクリッシーが自分と似たPTSDに苦しみ、学校のカウンセラーに面接していたことを知る。マックスもまたヴェクナの声を聞き、祖父の柱時計の幻覚を見る。 |   |                                                                           |                          |                          |               |
| 29 | 4 | "親愛なるビリー" "Chapter Four: Dear Billy"                               | ショーン・レヴィ         | Paul Dichter             | 2022年5月27日 |
| アラスカでは、ジョイスとマレーがユーリに前金を渡す。だがユーリは報奨金目当てに二人を睡眠薬で眠らせ、収容所長にエンゾの手引きを通報する。カムチャッカでは、ホッパーが収容所を脱走するもすぐに捕らえられ、エンゾも逮捕される。カリフォルニアでは、FBIがバイヤーズ家に来てエルがオーエンズと同行したことを伝え、政府内の敵対勢力から守ると称して少年たちを監視する。サリバン中佐の兵士たちが彼らを襲い、ジョナサン、マイク、ウィルは負傷した捜査官とともに、ジョナサンの友人アーガイルの助けで脱出する。ホーキンスでは、ナンシーとロビンがペンハースト精神病院で盲目となったクリールに面会する。クリールは、怪物が家族を皆殺しにして、自分に罪を着せたと語る。ロビンは、音楽がヴェクナの幻覚を妨害すると推測する。フレッドとクリッシーが幻覚を見て24時間以内に死んだために、マックスは死を覚悟して家族と友人たちに手紙を残す。ルーカスを加えた仲間たちとビリーの墓に行き、手紙を朗読するとヴェクナにとりつかれて心は「裏側の世界」に入り込む。ロビンからのヒントで、仲間たちはマックスに好きな曲を聞かせ、こちら側の世界に連れ戻す。 |   |                                                                           |                          |                          |               |
| 30 | 5 | "ニーナ計画" "Chapter Five: The Nina Project"                             | ニムロッド・アーントル   | Kate Trefry              | 2022年5月27日 |
| 飛行機でソ連に運ばれる途中でジョイスとマレーはユーリを倒し、飛行機は荒野に不時着する。カムチャッカではホッパーが尋問され、エンゾと同じ牢に入れられる。エルはネバダ州のICBMサイロを改造した施設に連れて行かれてブレナー博士に再会し、"ニーナ"と名付けられたアイソレーション・タンクの中でホーキンス研究所での日々を追体験する。一度は逃げようとするものの、一部の能力を取り戻したために留まることにする。カリフォルニアでは、撃たれた捜査官が少年たちにニーナの電話番号を残して死ぬ。番号はモデムに繋がり、マイクはダスティンの友人のスージーの助けを借りるためユタ州のソルトレイクシティに行こうとする。ホーキンスでは、仲間たちが手掛かりを求めてクリールの家に入り、電気の切られた家で電灯が点滅し、仲間たちは「裏側の世界」でのヴェクナの動きを追う。エディはジェイソンたちに見つかってボートで逃げようとする。ヴェクナが追っ手の一人を惨殺した時、クリールの家で電灯が爆発する。 |   |                                                                           |                          |                          |               |
| 31 | 6 | "ダイブ" "Chapter Six: The Dive"                                          | ニムロッド・アーントル   | Curtis Gwinn             | 2022年5月27日 |
| ネバダでは、エルが1979年の追体験を続け、ピーター・バラードという青年からブレナー博士を信用しないよう言われる。集団いじめに遭ったため、自分が他の子供たちを殺したのではないかと恐れる。現在、カムチャッカでは、ジョイスとマレーがユーリに案内させ、ホッパーが捕らえられた倉庫に来る。マレーはユーリに化けて収容所に入ることにする。収容所では、ホッパー、エンゾと他の囚人たちが、デモゴルゴンに食べさせられる前の最後の食事をふるまわれる。ホッパーは火を弱点とするデモゴルゴンと戦うため、燃料とライターを盗む。ソルトレイクシティでは、少年たちがスージーの助けでニーナ計画の場所を突き止める。ホーキンスでは、ヘルファイア・クラブが悪魔崇拝の儀式殺人で子供たちを殺したと、ジェイソンが住民たちに吹き込んで扇動し、エディを探させる。仲間たちはお尋ね者となったエディと合流する。ダスティンは磁石の狂いを見て、「裏側の世界」へのゲートが近くにあると知る。スティーブが水中に飛び込んでゲートを見つけ、「裏側の世界」に引き込まれて怪物に襲われる。ナンシー、ロビン、エディも助けに飛び込む。 |   |                                                                           |                          |                          |               |
| 32 | 7 | "ホーキンス研究所の虐殺" "Chapter Seven: The Massacre at Hawkins Lab"     | ザ・ダファー・ブラザーズ | ザ・ダファー・ブラザーズ | 2022年5月27日 |
| ネバダでは、エルの1979年の追体験の中で、被験者001(ワン)であったピーター・バラードがエルを脱走に誘う。エルに抑制装置を外してもらったワンは、警備員と子供たちを虐殺する。エルは脱走を拒否してワンと戦い、ゲートを開き「裏側の世界」へ追放する。ワンはヴェクナとなる。現在、カムチャッカでは、マレーがユーリを装いジョイスを連れて収容所に入る。二人の目の前でデモゴルゴンが解き放たれ、囚人たちを殺戮するも、ホッパーとエンゾはユーリとジョイスの計らいで脱出する。カリフォルニアでは、サリバン中佐が捜査官を尋問してエルの行き先を聞きだす。ホーキンスでは、ダスティン、ルーカス、マックスは警察に保護されてナンシーの家に連れてこられる。エリカに事情を打ち明け、「裏側の世界」の4人からの信号に気づいて交信し、クリッシーが惨殺されたエディの家に開いたゲートで合流する。「裏側の世界」では、ナンシー、ロビン、エディはスティーブを怪物から救うもゲートに近づけず、「裏側の世界」のナンシーの家に行く。元の世界のダスティンの声を聞き、明かりを点滅させて呼びかける。ダスティンの指示でエディの家に向かう。ロビンとエディはゲートを通って元の世界に戻るが、ナンシーはヴェクナにとりつかれ、かつてヴィクター・クリールの息子ヘンリーが残虐性と超能力を発揮して家族を惨殺したのち、ブレナー博士のもとで最初の被験者ワンとなるのを見せられる。                                                        |   |                                                                           |                          |                          |               |
| Volume 2 |   |                                                                           |                          |                          |               |
| 33 | 8 | "パパ" "Chapter Eight: Papa"                                              | ザ・ダファー・ブラザーズ | ザ・ダファー・ブラザーズ | 2022年7月1日  |
| カムチャッカでは、ホッパー、ジョイス、マレー、エンゾ、ユーリが多くのデモドッグが捕らえられているのを見た後、収容所を脱走する。ホーキンスでは、ナンシーが未来のホーキンスの崩壊を見せられたのちに解放される。仲間たちはヴェクナが4人目を殺して4つのゲートを開こうとしていることを知り、マックスをおとりにしてヴェクナを倒す計画を練り、武器を調達する。ネバダではエルが能力を取り戻し、ホーキンスでの仲間たちの会話を聞いてホーキンスに行こうとする。オーエンズ博士は理解を見せるが、ブレナー博士はエルの回復が十分ではないとして反対し、オーエンズ博士を拘束させエルを睡眠剤で眠らせる。サリバン中佐の率いる隊が基地に侵入して職員たちを惨殺し、エルを連れて逃げようとしたブレナー博士は撃たれて死ぬ。エルはニーナを探して来たマイク、ウィル、ジョナサン、アーガイルに再会してともに逃げる。 |   |                                                                           |                          |                          |               |
| 34 | 9 | "潜入" "Chapter Nine: The Piggyback"                                      | ザ・ダファー・ブラザーズ | ザ・ダファー・ブラザーズ | 2022年7月1日  |
| カムチャッカでは、ハーパーがオーエンズ博士の関係者と電話してホーキンスの危機を知り、ジョイス、マレーとともに、収容所を席巻したデモゴルゴンを全滅させてヴェクナの力を弱める。ホーキンスでは、仲間たちが計画を実行する。マックス、ルーカス、エリカはクリール邸に入り、マックスは曲を聞くのを止めてヴェクナの注意を引く。ダスティンとエディ―は「裏側の世界」に入って蝙蝠のごとき怪物の気を引く。その隙に、スティーブ、ナンシー、ロビンが「裏側の世界」のクリール邸に入ってヴェクナを殺そうとする。ネバダでは、エル、マイク、ウィル、ジョナサン、アーガイルがピザ店でアイソレーションタンクを作り、エルはマックスの中に入ったヴェクナと戦う。ヴェクナはエルに、「裏側の世界」に送り込まれた自分がすべての出来事を起こしたと語り、エルを圧倒しかける。ホーキンスでは、ジェイソンがクリール邸で邪魔に入りマックスは危機にさらされる。エディは命を犠牲にして時間を稼ぐ。マイクがエルに愛を告白して力づけ、エルはヴェクナを倒す。スティーブ、ナンシー、ロビンがヴァクナの体を焼く。ホーキンスでは大地震が起きる。エル、マイク、ウィル、ジョナサンがホーキンスに戻って友人たちに再会する。マックスは一時死亡し、蘇生したものの意識は戻らない。エディは行方不明とされる。ウィルはヴェクナが滅びずにホーキンスにいると感じる。ホッパーとジョイスもホーキンスに戻る。「裏側の世界」がホーキンスを侵食し始める。 |   |                                                                           |                          |                          |               |

## 派生作品

### コミック
- 『ストレンジャー・シングス：裏側の世界』 (Stranger Things: The Other Side) [17]
- 『ストレンジャー・シングス シックス』 (Stranger Things: Six) [18][19][20][21]
- 『ストレンジャー・シングス イブウェンの忘れられし墓』 (Stranger Things: The Tomb of Ybwen) [22]
- 『ストレンジャー・シングス＋ダンジョンズ＆ドラゴンズ』 (Stranger Things and Dungeons & Dragons) [23]

### ゲーム
- Stranger Things: The Game (IOS, Android) (日本未発売)
- Stranger Things 3: The Game (Steam)
- Stranger Things: Puzzle Tales (IOS, Android) (日本未発売)
- Dead by Daylight - DLCコンテンツ (現在は上場廃止)
- Minecraft ストレンジャー・シングス 未知の世界スキン パック (Xbox One, Xbox Series X/S)
- Far Cry 6 消失 - 追加コンテンツ(PlayStation 5、PlayStation 4、Xbox Series X/S、Xbox One、Windows)

### 演劇
- Stranger Things: The First Shadow (the Phoenix Theatre on London’s West End) 2023年12月14日より[24]

## 受賞歴
- 第69回クリエイティブアーツ・エミー賞 - キャスティング賞、メインタイトルデザイン賞、メインタイトルテーマミュージック賞、編集賞、音響賞
- 第70回クリエイティブアーツ・エミー賞 - 音響賞
- 第45回ピープルズ・チョイス・アワード - テレビ番組賞、テレビドラマ賞、テレビ女優賞